# Colom de Xile
El colom de Xile (Patagioenas araucana) és una espècie d'ocell de la família dels colúmbids (Columbidae) que habita boscos de la zona meridional d'Amèrica del Sud, al centre de Xile i sud de l'Argentina.